# 花村仁八郎
花村 仁八郎（はなむら にはちろう、1908年3月30日 - 1997年1月4日）は、日本の財界人。従三位。

## 来歴・人物
福岡県飯塚市生まれ。嘉穂中学校(旧制)、山口高等学校 (旧制)を経て、1932年東京帝国大学経済学部を卒業。
卒業後、国立福岡少年院教官を経て、1942年に東大経済学部時代の同期であった帆足計に誘われ、経団連の前身である重要産業協議会に入り、1946年経済団体連合会(経団連)の設立に伴い、総務部次長となる。
1953年から1954年の海運造船疑獄事件で政治献金への世間の不信が高まったのをきっかけに、当時、経団連副会長であった植村甲午郎の下でそれまでの個々の企業からの献金をやめ、経団連を通じての自由民主党への献金システム作りを担当、企業献金に関わるようになり、後に財界政治部長の異名を取る。
1975年経団連事務総長、1976年より同副会長を兼務し、1988年に相談役に退くまでの間、日本航空会長などを歴任した。
1980年日本棋院から大倉賞を受賞。
また、日韓文化交流にも力を注ぎ、1991年には大韓民国より修交勲章光化章を受章している。
1981年勲一等瑞宝章受章。
日本航空会長在任中の1985年8月12日、日本航空123便墜落事故が発生した。
贈従三位、1997年1月4日死去、享年88。